# Pulsar (orologi)

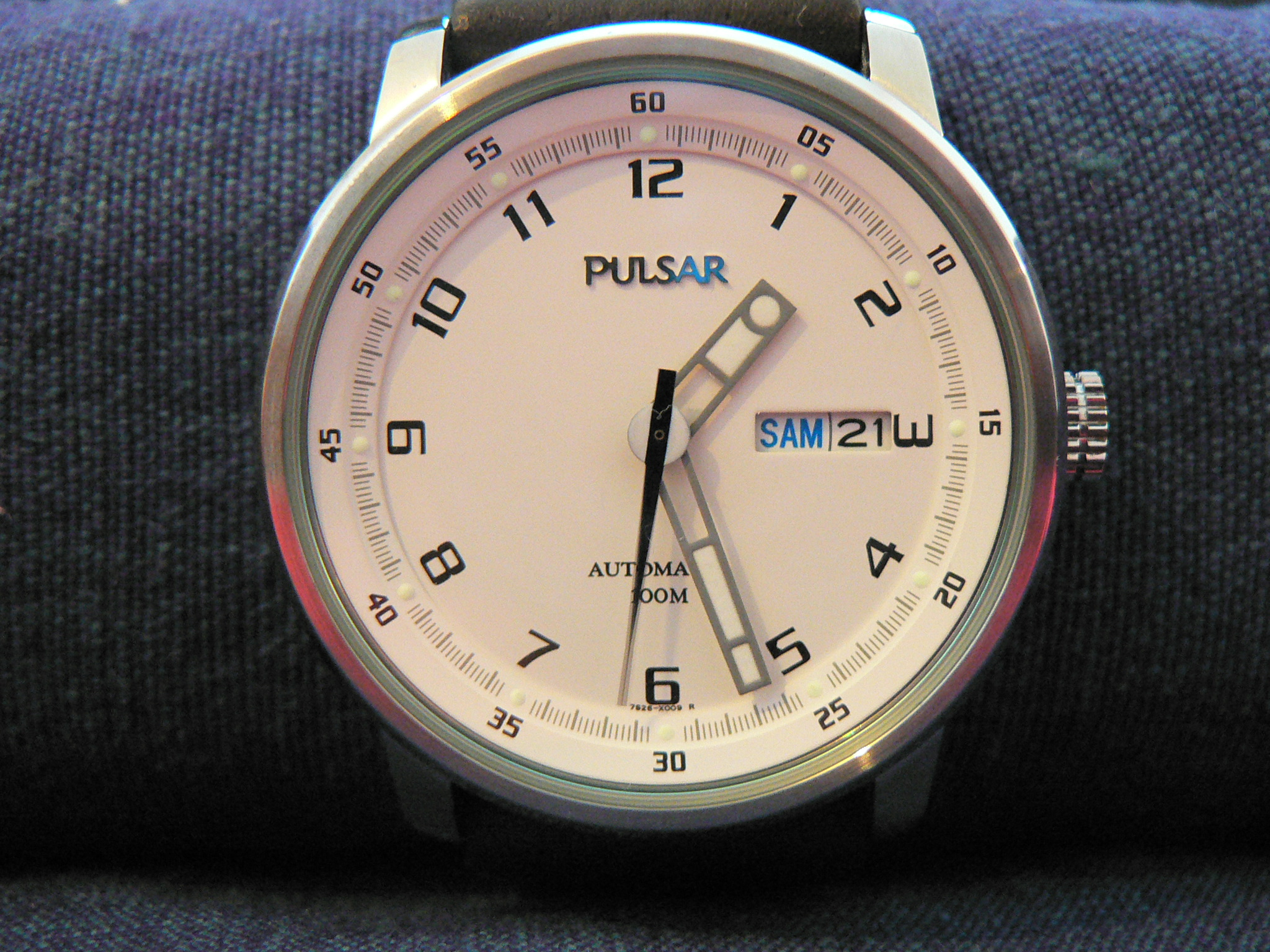
Un moderno orologio analogico Pulsar

Pulsar è un marchio di orologi ed una divisione della Seiko Watch Corporation of America (SCA). Mentre Pulsar è stato il primo orologio elettronico digitale, oggi gli orologi Pulsar sono solitamente analogici. Essi generalmente utilizzano gli stessi movimenti dei Seiko, come il movimento del cronografo al quarzo 7T62.

## Storia

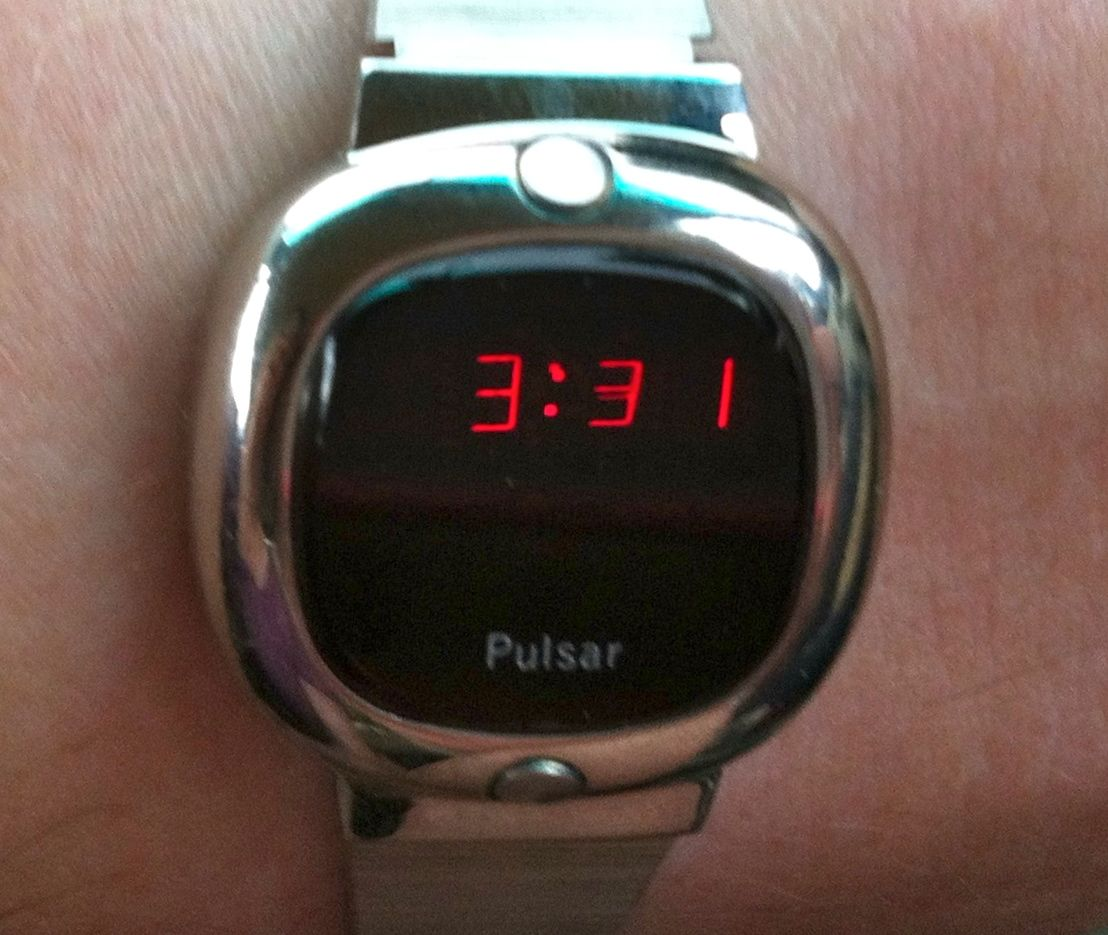
Un Pulsar a LED del 1976

Il primo Pulsar era un marchio Hamilton Watch Company, che annunciò la produzione dell'orologio all'inizio del 1970. È stato sviluppato da Hamilton e Electro/Data, Inc. Nella primavera del 1972, il primo orologio Pulsar è stato commercializzato da The Hamilton Watch Co. (la società madre, non la divisione Hamilton Watch). Con un quadrante d'oro da 18 carati, il primo orologio digitale totalmente elettronico era anche il primo ad utilizzare un display digitale — creato con diodi ad emissione luminosa (LEDs). Premendo un bottone veniva visualizzata l'ora. Il primo Pulsar è stato venduto per $2100 ($12,300 nella valuta del 2016).
Lo speciale Potpourri nel numero di ottobre 1972 di Playboy menziona il primo Pulsar - e allega una foto.

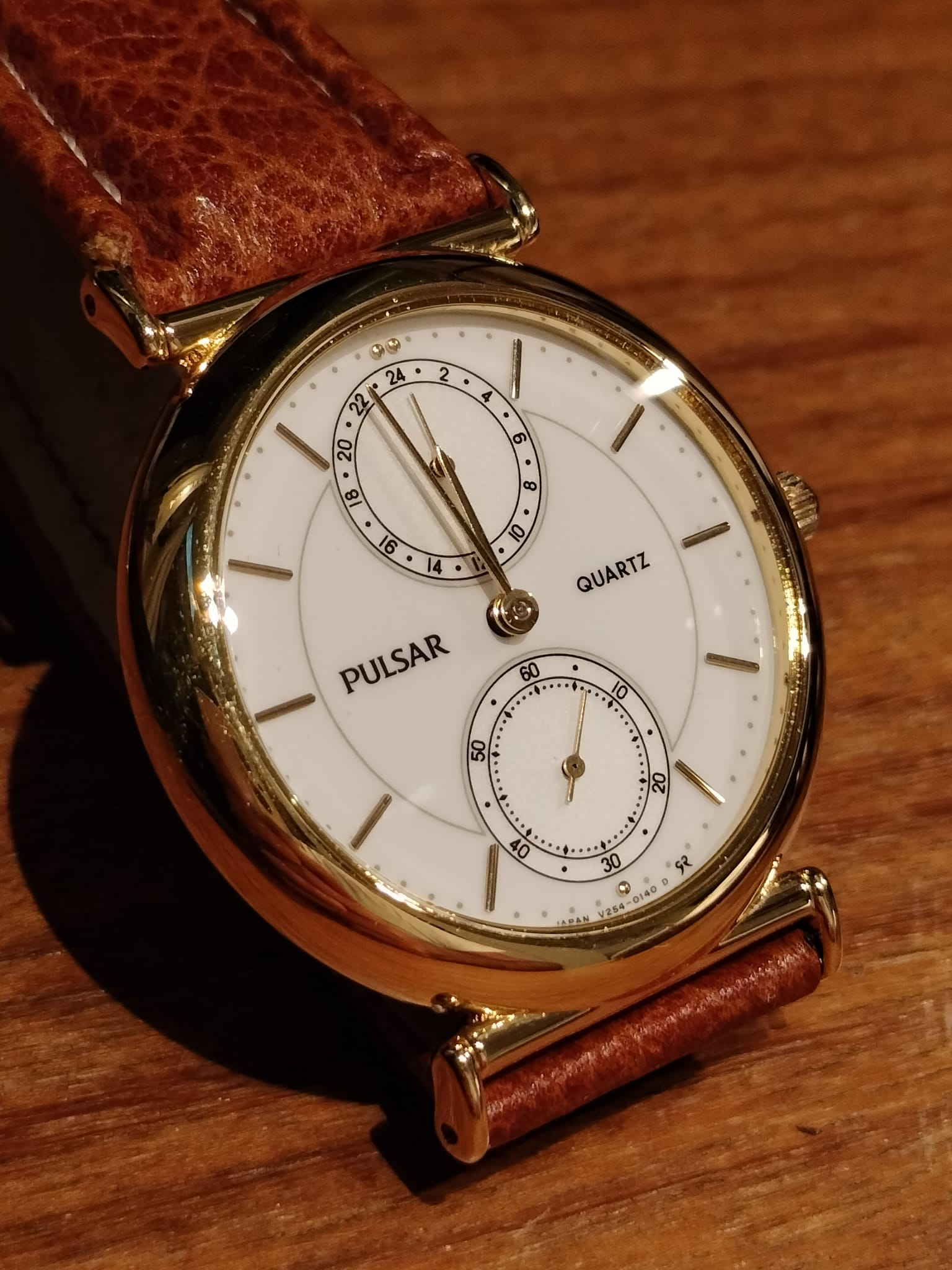
Pulsar anni '80 con indicatore delle 24 ore

Nel 1975 è stato introdotto un Pulsar digitale con una calcolatrice integrata (azionata da pulsanti molto piccoli).

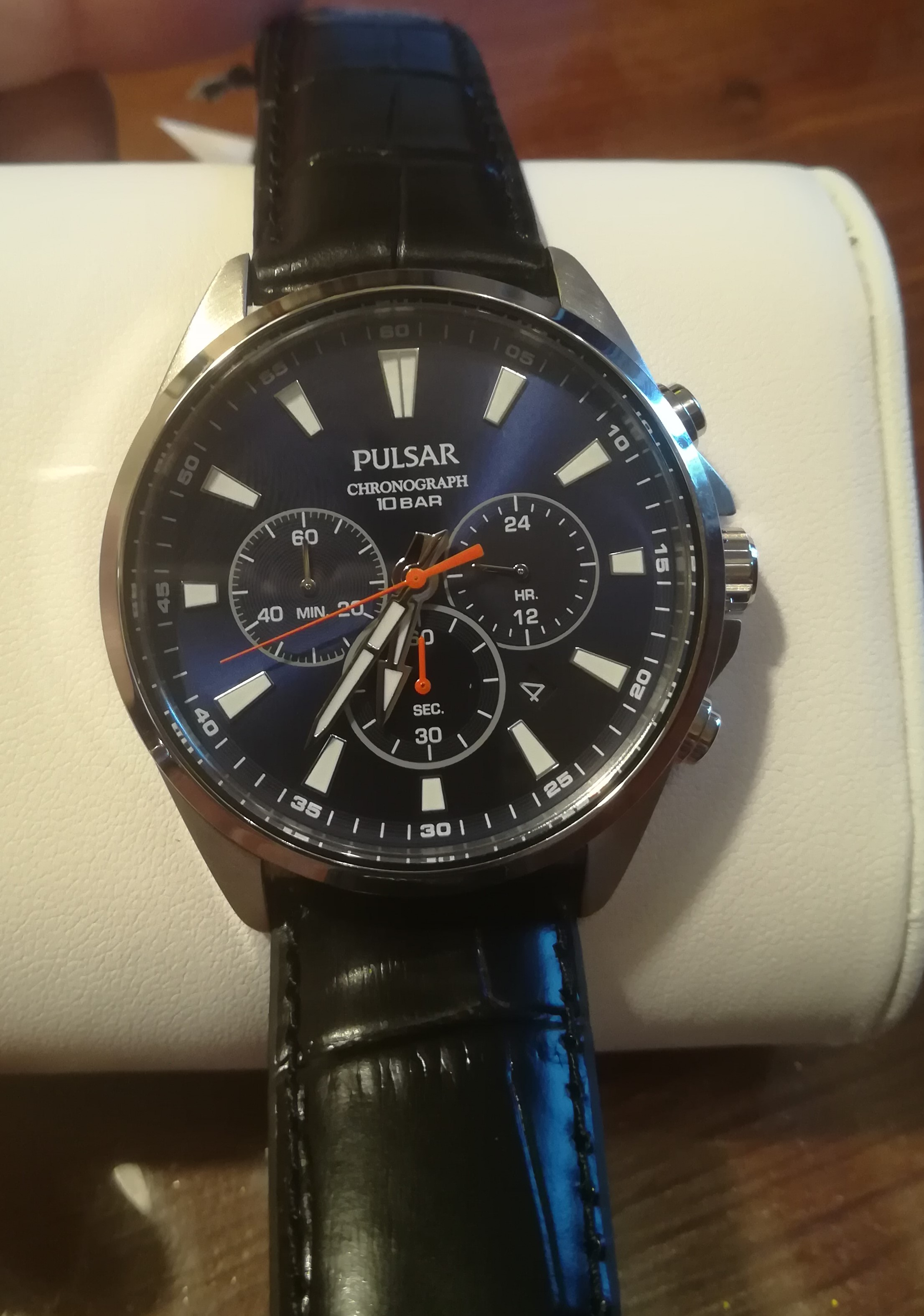
Pulsar cronografo

La Seiko Corporation acquistò il marchio nel 1978 da Hamilton ed iniziò a produrre con quel marchio non solo orologi a LED, ma anche con tradizionale quadrante analogico. Il marchio Pulsar fa parte della fascia media di prodotti offerti dalla Seiko e si posiziona sopra il marchio Lorus e sotto il marchio Seiko di orologi.
È stato prodotto un modello ricaricabile mediante massa oscillante similmente agli orologi automatici avente il nome di "Pulsomatic", avente la particolarità di aver venduto un solo esemplare nella provincia di Pavia, ad un proprietario tuttora ignoto.

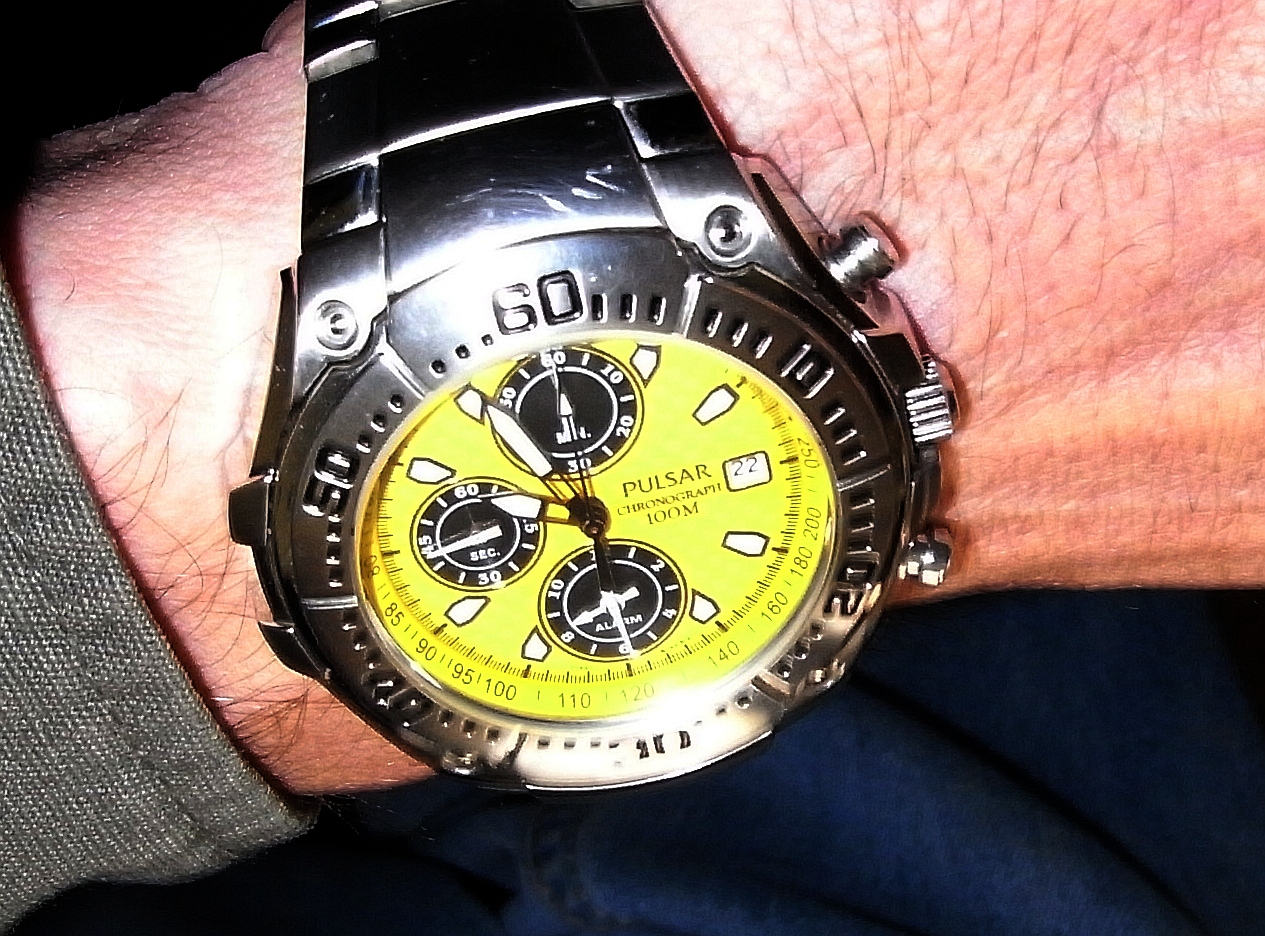
Cronografo Pulsar al quarzo